# Davide Rossi (produttore)
Davide Rossi (Torino, 7 agosto 1970) è un violinista e produttore discografico italiano.

## Biografia
Inizia a suonare all'età di quattro anni e frequenta il corso di violino dall'età di dieci. Entra nel Conservatorio Giuseppe Verdi di Torino nel 1981, studiando sotto la guida del maestro Ivan Krivensky. Nel 1990 segue i corsi di perfezionamento musicale di Robert Fripp, uno dei suoi maestri dichiarati, con cui intraprende un periodo di studio durato quattro anni che lo porta in giro in tutto il mondo. Si diploma in violino al conservatorio di Milano nel 1992. Proseguendo negli studi, inizia a suonare con diverse band fin dall'età di 15 anni, nella zona di Torino.
Oltre all'attività di musicista, lavora anche come produttore e come arrangiatore d'archi. Suona il violino acustico, le viole, il violino elettrico e la violectra.

### Esordi professionali
Dopo il diploma, nel 1992 entra nella formazione dei Mau Mau, gruppo folk-rock torinese, con cui incide molti album dal 1992 al 2006 e tiene concerti in Europa e nel Medio Oriente.
Lavora poi con altre band italiane, come i Casino Royale (in 1996 Adesso!), gli Afterhours (in Germi), Cristina Donà, i Bluvertigo (in Zero – ovvero la famosa nevicata dell'85), Vinicio Capossela e gli Africa Unite (in People Pie).
Nel 1995 si trasferisce in Inghilterra, dove consegue una laurea in Composizione presso il College di Bath, e una in Tecnologia Digitale presso la Keele University. Nel 1999 frequenta un corso di musica tenuto dal compositore tedesco Karlheinz Stockhausen a Kürten, nei pressi di Colonia (Germania).

## Collaborazioni

### Goldfrapp
Nel 2000 viene invitato dal musicista Will Gregory, che aveva conosciuto alcuni anni prima, ad aggiungersi alla formazione dei Goldfrapp, il suo gruppo. Da allora, partecipa con i Goldfrapp a tutte le tournée mondiali, ossia il Felt Mountain Tour (2000-2002), il Black Cherry Tour (2003-2004), il Supernature Tour (2005-2006), il Seventh Tree Tour (2008) e l'Head First Tour (2010). Anche se, prima di Head First, non ha partecipato alle registrazioni in studio degli album della band, ha comunque lavorato a B-sides, registrazioni live e acustiche.

### Coldplay
Collabora con i Coldplay in sei canzoni presenti nell'album Viva la vida or Death and All His Friends (2008), prodotto da Brian Eno, Markus Dravs e Rik Simpson. Queste sei tracce sono Violet Hill (primo singolo pubblicato su iTunes dalla band), Life in Technicolor, 42, Yes, Strawberry Swing e Viva la vida, in cui le corde del violino di Rossi rappresentano la principale forza trainante della canzone.
Collabora con i Coldplay anche nell'EP pubblicato nel novembre 2008 e chiamato Prospekt's March, in cui Rossi è presente nelle tracce Life in Technicolor ii, Rainy Day e Prospekt's March/Poppyfields.
Nel dicembre 2010 torna in studio con i Coldplay per iniziare una lunga sessione per il disco Mylo Xyloto, pubblicato nell'ottobre 2011. I suoi arrangiamenti sono presenti in 10 delle 14 tracce del disco: Paradise, Charlie Brown, Us Against the World, UFO, Every Teardrop Is a Waterfall, Up in Flames, A Hopeful Transmission, Princess of China, Don't Let It Break Your Heart e Up with the Birds.
Ha lavorato con i Coldplay anche per il singolo Christmas Lights, pubblicato nel dicembre 2010.
Sebbene i Coldplay scelgano di non presentare sul palco nessun musicista oltre ai 4 che compongono la band, Rossi ha fatto alcune apparizioni occasionali live durante concerti di beneficenza a Londra e negli Stati Uniti. Ha inoltre partecipato ai concerti del 3 e del 4 Luglio 2017 a San Siro suonando il brano Viva la Vida.
Nel 2024 Rossi partecipò alla creazione del decimo album in studio dei Coldplay Moon Music, uscito il 4 ottobre dello stesso anno, come produttore e songwriter, scrivendo canzoni come We Pray e Jupiter.

### Depeche Mode
Collabora con i Depeche Mode e Marta Salogni alla realizzazione dell'album Memento Mori.
Il 5 maggio è stato pubblicato il remix Ghosts Again (Davide Rossi Strings Remix), incluso nell'EP: Ghosts Again (Remixes).

### Altre
Nel 1994-1995 ha suonato con gli Afterhours durante l'album Germi e la relativa tournée.
Alla fine del 2007 contribuisce all'organizzazione e all'esecuzione di due brani dell'album Mantaray di Siouxsie Sioux, il primo disco senza le sue band Siouxsie and the Banshees o The Creatures.
Durante i primi mesi del 2008, Rossi incontra Nick McCabe, chitarrista dei The Verve, che lo invita a suonare durante una sessione del successivo disco della band britannica, ossia Forth, pubblicato nell'agosto dello stesso anno. Il contributo di Rossi in questo disco è presente in sei tracce (Love is Noise, Sit and Wonder, Valium Skies, Judas, I See Houses e Rather Be). Suona con i Verve anche durante alcuni concerti estivi.
Nel marzo 2009 è la volta di una nuova importante collaborazione: cura gli arrangiamenti di quattro delle undici tracce che compongono l'album Junior della band norvegese dei Röyksopp Lavora con i Röyksopp anche nel successivo disco, ossia Senior (2010) e in alcuni concerti tenutisi nel 2009.
Ha lavorato anche con HANA B, The Proclaimers, Alicia Keys (in The Element of Freedom e Girl on Fire), Dido, Moby (in Orchestral version of Mistake e Pale Horses re-interpretation), Recoil (in 5000 Years (A Romanian Elegy For Strings)), Jon Hopkins (in Insides e nella musica del film Monsters), Lee Hazlewood (in Cake or Death), California Guitar Trio (in Echoes) e Bela B.
Per quanto riguarda le sue collaborazioni con artisti italiani, oltre a quelli già citati, Rossi ha collaborato con Zucchero Fornaciari, Neffa, Alex Britti, Michele Canova Iorfida, Eros Ramazzotti (in Ali e radici), La Crus (in Ogni cosa che vedo e Io non credevo che questa sera), Estra (nel disco Tunnel Supermarket),Manupuma, Edoardo Bennato, Righeira (in Mondovisione) ed Elisa (in Ivy e L'Anima Vola). Ha eseguito inoltre le orchestrazioni di Casa mia e Brautigan, presenti in Pianissimo fortissimo dei Perturbazione. Ha prodotto e arrangiato il singolo di Erica Mou Nella vasca da bagno del tempo (2011).
Attualmente è membro della band Black Submarine, formata nel 2009 dai due ex membri dei The Verve: il chitarrista Nick McCabe e il bassista Simon Jones. Con i Black Submarine ha pubblicato l'EP d'esordio Kurofune, uscito a maggio 2011.
Nel 2013 collabora con la cantautrice italiana Elisa nel singolo L'anima vola, che anticipa e dà il titolo al suo nuovo lavoro discografico in uscita ad ottobre 2013.
Nell'ambito del Festival di Sanremo 2014 è presente come direttore d'orchestra accompagnando le esibizioni di Cristiano De André.
Sempre nel 2014 partecipa alle registrazioni e cura gli arrangiamenti del brano "L'ape regina", nel disco Sono Innocente di Vasco Rossi.
Nel 2015 collabora con i Duran Duran nell'album Paper Gods.
Nel 2021 produce alcuni brani dell'album 11 Past the Hour di Imelda May.
Nel 2024 è il violinista nel tour di Cesare Cremonini. Successivamente arrangia gli archi nell'ottavo album del cantautore Alaska Baby.

## Vita privata
Sposato con una donna danese, ha due figli. Attualmente vive a Copenaghen, anche se per motivi di lavoro si sposta spesso a Londra.